# Forte da Santa Cruz
O Forte da Santa Cruz localizava-se à atual Rua 1º de Março nº 36, no centro histórico da cidade e estado do Rio de Janeiro, no Brasil.

## História
Esta fortificação existiu entre 1605 (BARRETTO, 1958:249) e 1632, com a função de defesa do porto do Rio de Janeiro setecentista. Ante a ruína do forte, a sua guarnição solicitou ao governador da Capitania do Rio de Janeiro, Martim Correia de Sá (1623-1632), a construção de uma ermida que servisse de cemitério aos militares. Ergueu-se, desse modo, a Capela da Vera Cruz, a cargo da Irmandade da Santa Cruz, criada em 1623. Ampliada com o risco do Engenheiro Militar, Brigadeiro José Custódio de Sá e Faria, do Real Corpo de Engenheiros, foi sede do Bispado do Rio de Janeiro de 1734 a 1737. Reformada em 1811, tentou-se copiar a Igreja del Giesú, em Roma, na Itália.
A atual Igreja de Santa Cruz dos Militares guardava, como troféus, três bandeiras tomadas ao inimigo na Batalha de Avaí, durante a Guerra da Tríplice Aliança (1864-1870).